# Музыка эпохи барокко
Музыка барокко — период развития классической музыки конца XVI — первой половины XVIII века.

## Происхождение
Музыка барокко (примерно 1600-1750 гг.) – это яркий и сложный период в истории западной музыки, характеризующийся богатством мелодических линий, гармонической сложностью и динамическим контрастом. Музыка барокко появилась в конце эпохи Возрождения и предшествовала музыке классицизма. Слово «барокко» предположительно происходит от португальского «perola barroca» — жемчужина неправильной формы; или от лат. baroco — мнемоническое обозначение одного из видов силлогизма в традиционной логике (примечательно, что похожие латинские слова «Barlocco» или «Brillocco» также использовались в схожем значении — жемчужина необычной формы, не имеющая оси симметрии). И действительно, изобразительное искусство и архитектура этого периода характеризовались весьма вычурными формами, сложностью, пышностью и динамикой. Позже это же слово стало применяться и к музыке того времени.
Сочинительские и исполнительские приёмы периода барокко стали неотъемлемой и немалой частью музыкального классического канона. Произведения того времени широко исполняются и изучаются. В эпоху барокко родились такие произведения, как "Фуги" Иоганна Себастьяна Баха, хор «Аллилуйя» из оратории «Мессия» Георга Фридриха Генделя, «Времена года» Антонио Вивальди, «Вечерня» Клаудио Монтеверди. Музыкальный орнамент стал весьма изощрённым, сильно изменилась музыкальная нотация, развились способы игры на музыкальных инструментах. Расширились рамки жанров, выросла сложность исполнения музыкальных произведений, появился такой вид сочинений, как опера. Большое число музыкальных терминов и концепций эры барокко используются до сих пор.

## Стили и тенденции
Условно музыкой барокко называют множество существовавших в течение 150 лет (1600—1750 гг.; 1750 — год смерти И. С. Баха) композиторских стилей обширного, в географическом смысле, западноевропейского региона. Применительно к музыке слово «барокко» впервые возникает в 1730-е гг. в иронической полемике вокруг опер Жана-Филиппа Рамо (в частности, Жан Батист Руссо в стихотворении 1739 года говорит о «барочных аккордах» в «Дарданусе»). В 1746 году Н. А. Плюш в очередном томе своего фундаментального трактата «Природный спектакль» первым предлагает понимать барочную музыку как термин, противопоставляя её «музыке поющей» как такую, которая «желает удивить дерзостью звуков» (фр. veut surprendre par la hardiesse des sons). Позже этот термин фигурирует в «Музыкальном словаре» (1768 год) Ж.-Ж. Руссо. Во всех этих случаях под словом «барокко» подразумевается «странная», «необычная», «причудливая» музыка. В «Музыкальном словаре» Г. Коха (1802 год) слову barock сопутствуют такие качества музыки как «спутанность», «высокопарность», «варварская готика». Гораздо позже Б. Кроче в «Истории итальянского барокко» (1929 год) утверждает, что «историк не может оценивать барокко как нечто позитивное; это чисто отрицательное явление… это выражение дурного вкуса». 
«Итак, судьба слова „барокко“ отвечает заложенному в нём оттенку экстравагантности. Поначалу оно обозначало совсем не стиль эпохи (тем более, что в образцовых для всей Европы французских художествах XVIII века — поэзии, живописи, театре — господствовали классические тенденции), а было лишь оценочной категорией — отрицательной кличкой „непонятного“ искусства (аналогичная ситуация — и не случайно! — возникает в XX столетии со словом „модернизм“)».
Систематически применил к музыке теорию барокко, разработанную Генрихом Вёльфлином, лишь Курт Закс в 1919 году, затем в 1940 году в статье Манфреда Букофцера была сделана попытка выработать концепцию музыкального барокко без непосредственного сопоставления с другими видами искусства. И до самых 1960-х годов в академических кругах не утихал спор, правомочно ли применение единого термина к сочинениям таких разных композиторов, как Якопо Пери, Антонио Вивальди, К. Монтеверди, Ж.-Б. Люлли, Доменико Скарлатти и И. С. Бах; но слово прижилось и сейчас повсеместно используется для обозначения широкого спектра музыки. Так, советский музыковед Константин Розеншильд категорически возражал против отнесения к музыке барокко произведений И. С. Баха или Г. Ф. Генделя. Американский же исследователь Манфред Букофцер считал вполне правомочным применение данного термина к музыке указанных авторов. Однако необходимо отличать музыку эпохи барокко от предшествующего ренессанса и последующего классицизма. Кроме того, некоторые музыковеды считают, что необходимо разделять барокко на непосредственно период барокко и на период маньеризма, в целях согласования с разделением, применяемым в изобразительных искусствах.

## Отличия барокко от Ренессанса

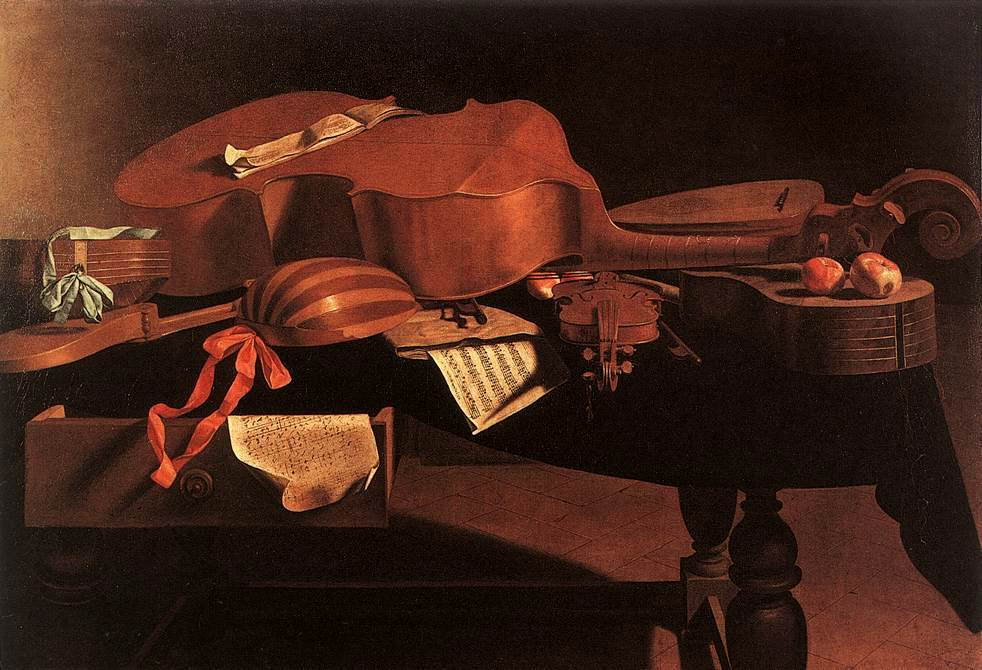
Э. Баскенис. «Музыкальные инструменты». Барочные инструменты: колёсная лира, виола, лютня, барочная скрипка и барочная гитара

Музыка барокко взяла от Ренессанса практику использования полифонии и контрапункта. Однако применялись эти техники иначе. Во времена Ренессанса гармония строилась на том, что в мягком и спокойном движении полифонии второстепенно и как будто случайно появлялись консонансы. В барочной же музыке порядок появления консонансов стал важным: он проявлялся с помощью аккордов, выстраиваемых по иерархической схеме функциональной тональности. Около 1600 года определение, что такое тональность, было в значительной мере неточным, субъективным. К примеру, некоторые видели в кадансах мадригалов некоторое тональное развитие, в то время как на самом деле в ранних монодиях тональность всё же была ещё очень неопределённой. Сказывалось слабое развитие теории равномерно-темперированного строя. Согласно Шерману, впервые лишь в 1533 году итальянец Джованни Мария Ланфранко предложил и ввёл в практику органно-клавирного исполнительства систему равномерной темперации. А широкое распространение строй получил значительно позже. И только в 1722 году появляется «Хорошо темперированный клавир» И. С. Баха (I том). Другое отличие между музыкальной гармонией барокко и Ренессанса заключалось в том, что в раннем периоде смещение тоники происходило чаще по терциям, в то время как в барочном периоде доминировала модуляция по квартам или квинтам (сказалось появление понятия функциональной тональности). К тому же, барочная музыка использовала более протяжённые мелодические линии и более строгий ритм. Основная тема расширялась либо сама, либо с помощью аккомпанемента бассо континуо. Затем она возникала в другом голосе. Позднее главная тема стала выражаться и через бассо континуо, не только с помощью основных голосов. Размывалась иерархия мелодии и аккомпанемента.
Стилистические различия определили переход от ричеркаров, фантазий и канцон Ренессанса к фугам, одной из основных форм музыки барокко. Монтеверди назвал этот новый, свободный стиль seconda pratica (вторая форма), в отличие от prima pratica (первой формы), характеризировавшей мотеты и другие формы хоровой и ансамблевой музыки таких мастеров Ренессанса, как Джованни Пьерлуиджи да Палестрина. Сам Монтеверди использовал оба стиля; его месса «In illo tempore» написана в старом, а его «Вечерня пресвятой девы» — в новом стиле.
Были и другие, более глубокие различия в стилях барокко и Ренессанса. Барочная музыка стремилась к более высокому уровню эмоциональной наполненности, чем музыка Ренессанса. Сочинения барокко часто описывали какую-то одну, конкретную эмоцию (ликование, печаль, молитвенное состояние и так далее; см. Теория аффектов). Барочная музыка часто писалась для виртуозных певцов и музыкантов и обычно была значительно более сложна для исполнения, чем музыка Ренессанса, несмотря на то, что детальная запись партий для инструментов была одним из самых главных нововведений периода барокко. Почти обязательным стало использование музыкальных украшений, часто исполнявшихся музыкантом в виде импровизации. Такие выразительные приёмы, как notes inégales стали всеобщими; исполнялись большинством музыкантов, часто с большой свободой применения.
Ещё одно важное изменение заключалось в том, что увлечение инструментальной музыкой превосходило увлечение музыкой вокальной. Вокальные пьесы, такие, как мадригалы и арии, на деле чаще не пелись, а исполнялись инструментально. Об этом говорят свидетельства современников, а также количество рукописей инструментальных пьес, число которых превосходило число произведений, представляющих светскую вокальную музыку. Постепенное появление чистого инструментального стиля, отличного от вокальной полифонии XVI века, было одной из важнейших ступеней в переходе от Ренессанса к барокко. До конца XVI века инструментальная музыка была едва отлична от вокальной и состояла в основном из танцевальных мелодий, обработок известных популярных песен и мадригалов (главным образом, для клавишных инструментов и лютни) а также полифонических пьес, которые могли бы быть охарактеризованы как мотеты, канцоны, мадригалы без поэтического текста.
Хотя различные вариационные обработки, токкаты, фантазии и прелюдии для лютни и клавишных инструментов были известны давно, ансамблевая музыка ещё не завоевала себе независимого существования. Однако быстрое развитие светских вокальных композиций в Италии и в других странах Европы явилось новым толчком к созданию камерной музыки для инструментов.
Например, в Англии получило широкое распространение искусство игры на виолах — струнных инструментах разного диапазона и величины. Исполнители на виолах часто присоединялись к вокальной группе, заменяя отсутствующие голоса. Такая практика стала общепринятой, и на многих изданиях появились надписи «Пригодно для голосов или для виол».
Многочисленные вокальные арии и мадригалы исполнялись как инструментальные произведения. Так, например, мадригал «Серебряный лебедь» Орландо Гиббонса в дюжинах собраний обозначен и представлен как инструментальная пьеса.

## Отличия барокко от классицизма
В эпоху классицизма, которая последовала за барокко, роль контрапункта уменьшилась (хотя развитие искусства контрапункта не прекратилось), и на первое место вышла гомофонная фактура музыкальных произведений. В музыке стало меньше орнаментики. Структура произведений стала более чёткой, универсальной, особенно в тех, которые написаны в сонатной форме. Модуляции (смена тональности) превратились в структурирующий элемент, подчеркивающий драматическое содержание произведения. В сочинениях периода классицизма часто в рамках одной части произведения раскрывалось множество эмоций, в то время как в барочной музыке одна часть несла в себе одно, ярко прорисованное чувство. И, наконец, в классических произведениях обычно достигалась эмоциональная кульминация, которая к концу произведения разрешалась. В барочных же работах, после достижения этой кульминации, до самой последней ноты оставалось лёгкое чувство основной эмоции. Множество барочных форм послужило отправной точкой для развития сонатной формы, разработав множество вариантов основных каденций.

## Другие особенности музыки барокко
- basso continuo — непрерывный бас, генерал-бас, цифрованный бас — упрощённый способ записи гармоний с помощью басового голоса и проставленных под ним цифр, обозначающих созвучия в верхних голосах, а также сам басовый голос с цифрами, применяющийся при этом способе записи гармоний[12];
- монодия — стиль сольного пения с гомофонным сопровождением (инструментальным аккомпанементом), сложившийся в Италии в 16 в. и вызвавший к жизни ряд новых форм и жанров (ария, речитатив, опера, кантата и др.)[13];
- гомофония — тип многоголосия, характеризующийся разделением голосов на главный и сопровождающие. Этим ’’гомофония’’ отличается от полифонии;
- бельканто;
- драматическая экспрессия;
- гокет;
- постановочные формы музыкальных произведений (опера, музыкальная драма);
- комбинированные вокально-инструментальные формы, такие как оратория и кантата;
- новые приёмы игры на музыкальных инструментах, такие как тремоло и пиццикато;
- чистая и линейная мелодия;
- notes inégales («неровная игра», «перепунктировка») — техника игры, при которой ноты, записанные в одинаковой длительности, тем не менее играются ритмически неровно;
- ария;
- ритурнель — короткие инструментальные разделы, выполняющие функции вступления, интермедии или коды;
- кончертато — стиль, подразумевающий «соревнование» групп оркестра, хоров и т. д.
- точная нотная запись музыки (в эпоху ренессанса детальная запись нот для инструментов была весьма редка);
- идиоматическая запись инструментальных партий: лучшее использование особенностей конкретных музыкальных инструментов;
- усложнение музыки, сочинение произведений, рассчитанных на виртуозное исполнение;
- орнаментика;
- развитие современных западных музыкальных ладов (мажора и минора).

## Жанры барокко
Композиторы эпохи барокко работали в различных музыкальных жанрах. Опера, появившаяся в период позднего ренессанса, стала одной из главных барочных музыкальных форм. Можно вспомнить произведения таких мастеров жанра, как Алессандро Скарлатти (1660—1725), Генделя, Клаудио Монтеверди и других. Жанр оратории достиг пика своего развития в работах И. С. Баха и Генделя; оперы и оратории часто использовали схожие музыкальные формы (например, имевшую широкое распространение арию da capo).
Такие формы духовной музыки, как месса и мотет, стали менее популярны, но форме кантаты уделили внимание множество протестантских композиторов, в том числе Иоганн Бах. Развились такие виртуозные формы сочинения, как токкаты и фуги.
Инструментальные сонаты и сюиты были написаны как для отдельных инструментов, так и для камерных оркестров. Появился жанр концерта в обеих своих формах: для одного инструмента с оркестром и как кончерто гроссо, в котором небольшая группа солирующих инструментов контрастирует с полным ансамблем. Пышности и великолепия многим королевским дворам добавили и произведения в форме французской увертюры, с их контрастными быстрыми и медленными частями.
Произведения для клавишных довольно часто писались композиторами для собственного развлечения или в качестве обучающего материала. Такими работами являются зрелые сочинения И. С. Баха, общепризнанные интеллектуальные шедевры эры барокко: «Хорошо темперированный клавир», «Вариации Гольдберга» и «Искусство фуги».

## Краткая история музыки барокко
Композиторы эпохи барокко

### Музыка раннего барокко (1600—1654)

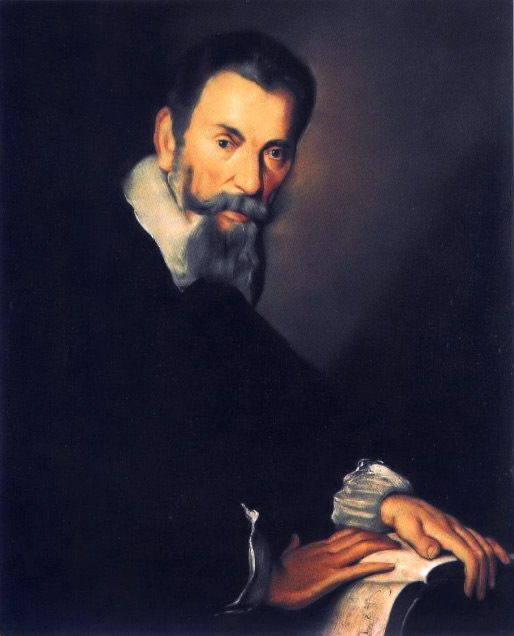
Портрет Клаудио Монтеверди кисти Бернардо Строцци, 1640

Условной точкой перехода между эпохами барокко и ренессанса можно считать создание итальянским композитором Клаудио Монтеверди (1567—1643) его речитативного стиля и последовательное развитие итальянской оперы. Начало оперных спектаклей в Риме и особенно в Венеции означало уже признание и распространение нового жанра по стране. Всё это было лишь частью более обширного процесса, захватившего все искусства и особенно ярко проявившегося в архитектуре и написании картин.
Композиторы ренессанса уделяли внимание проработке каждой части музыкального произведения, практически не уделяя внимания сопоставлению этих частей. По отдельности каждая часть могла звучать превосходно, но гармоничный результат сложения был, скорее, делом случая, чем закономерности. Появление генерал-баса указывало на значительное изменение в музыкальном мышлении — а именно то, что гармония, являющаяся «сложением частей в одно целое», так же важна, как и мелодические части (полифония) сами по себе. Всё больше и больше полифония и гармония выглядели, как две стороны одной идеи сочинения благозвучной музыки: при сочинении гармоническим секвенциям уделялось то же внимание, что и тритонам при создании диссонанса. Гармоническое мышление существовало и у некоторых композиторов предыдущей эпохи, например, у Карло Джезуальдо, но в эпоху барокко оно стало общепринятым. Необходимо добавить, что термин «гармония» употребляется здесь в значении «объединение звуков в созвучия и их закономерное последование», то есть иерархичная, аккордовая, тональная гармония. До тональной гармонии существовала так называемая модальная гармония, основанная на ладах, не имеющих различий в звуковом составе, лишённых централизованного тонального тяготения. Музыковед Роберт В. Виенпал (англ. Robert W. Wienpahl) провёл исследование более 5000 сочинений периода с 1500 по 1700 год и составил таблицу, показывающую переход композиторов от модальной к тональной гармониям.
| Процент произведений, написанных в определённом виде гармонии | Процент произведений, написанных в определённом виде гармонии | Процент произведений, написанных в определённом виде гармонии | Процент произведений, написанных в определённом виде гармонии | Процент произведений, написанных в определённом виде гармонии | Процент произведений, написанных в определённом виде гармонии |
| Вид гармонии\годы                                             | 1500—1540                                                     | 1540—1580                                                     | 1580—1620                                                     | 1620—1660                                                     | 1660—1700                                                     |
| ------------------------------------------------------------- | ------------------------------------------------------------- | ------------------------------------------------------------- | ------------------------------------------------------------- | ------------------------------------------------------------- | ------------------------------------------------------------- |
| Модальная гармония                                            | 61,5                                                          | 34,4                                                          | 7,9                                                           | 1,4                                                           | 3,9                                                           |
| Мональный мажор                                               | 16,7                                                          | 15,5                                                          | 18,9                                                          | 6,9                                                           | 4,8                                                           |
| Мональный минор                                               | 12,7                                                          | 23,5                                                          | 24,7                                                          | 7,9                                                           | 8,5                                                           |
| Мажор                                                         | 6,9                                                           | 11,9                                                          | 25,9                                                          | 48,1                                                          | 50,7                                                          |
| Минор                                                         | 2,2                                                           | 14,7                                                          | 22,6                                                          | 35,7                                                          | 32,1                                                          |

Те части произведений, где нельзя чётко отделить модальность от тональности, он помечал как смешанный мажор, или смешанный минор (позднее для этих понятий он ввёл термины «мональный мажор» и «мональный минор» соответственно). Из таблицы видно, как тональная гармония уже в период раннего барокко практически вытесняет гармонию предыдущей эры.
Италия становится центром нового стиля. Папство, хотя и захваченное борьбой с реформацией, но тем не менее обладающее огромными денежными ресурсами, пополняемыми за счёт военных походов Габсбургов, искало возможности распространения католической веры с помощью расширения культурного влияния. Пышностью, величием и сложностью архитектуры, изобразительных искусств и музыки католицизм как бы спорил с аскетичным протестантизмом. Богатые итальянские республики и княжества также вели активную конкуренцию в области изящных искусств. Одним из важных центров музыкального искусства была Венеция, бывшая в то время как под светским, так и под церковным патронажем.
Значительной фигурой периода раннего барокко, позиция которого была на стороне католицизма, противостоящего растущему идейному, культурному и общественному влиянию Протестантизма, был Джованни Габриэли. Его работы принадлежат стилю «Высокого возрождения» (период расцвета Ренессанса). Однако некоторые его нововведения в области инструментовки (назначение определённому инструменту собственных, специфических задач) однозначно указывают, что он был одним из композиторов, повлиявших на появление нового стиля.

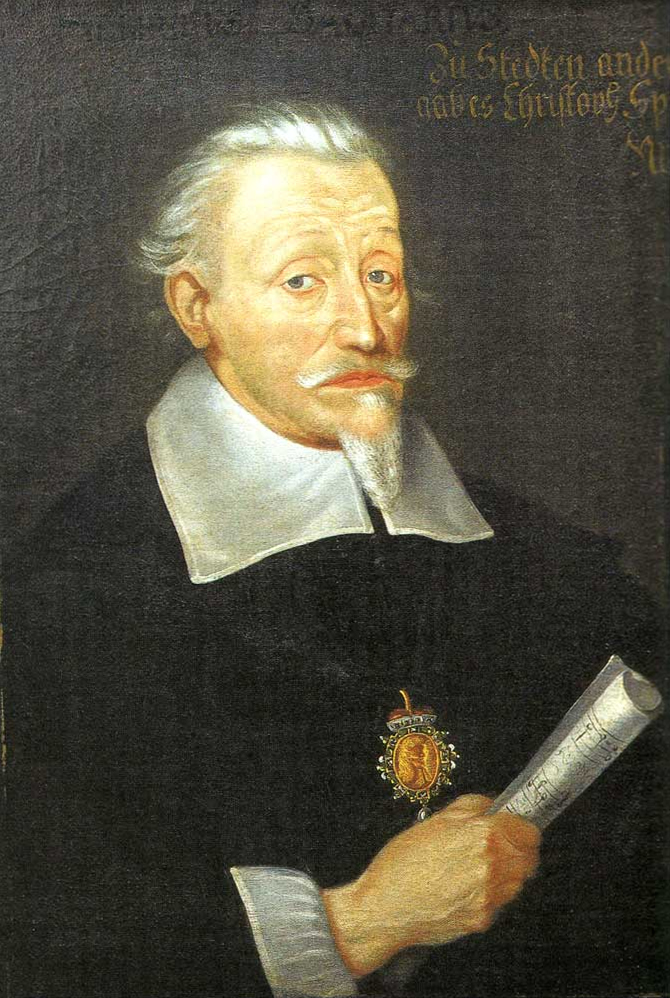
Портрет Генриха Шютца кисти Кристофера Спетнера, около 1650/1660

Одно из требований, предъявляемых церковью сочинению духовной музыки, заключалось в том, чтобы тексты в произведениях с вокалом были разборчивы. Это потребовало ухода от полифонии к музыкальным приёмам, где слова выходили на передний план. Вокал стал более сложен, витиеват по сравнению с аккомпанементом. Так получила развитие гомофония.
Монтеверди стал самым заметным среди поколения композиторов, почувствовавших значение этих изменений для светской музыки. В 1607 году его опера «Орфей» стала вехой в истории музыки, продемонстрировавшей множество приёмов и техник, которые впоследствии стали ассоциироваться с новой композиторской школой, названной seconda pratica, в отличие от старой школы, или prima pratica. Монтеверди, сочинявший высококлассные мотеты в старом стиле, являвшиеся развитием идей Луки Маренцио и Жака де Верта, был мастером в обеих школах. Но именно произведения, написанные им в новом стиле, открыли множество приёмов, узнаваемых даже в эпоху позднего барокко.
В распространение новых приёмов большой вклад внёс немецкий композитор Генрих Шютц (1585—1672), обучавшийся в Венеции. Он использовал новые техники в своих работах, когда служил хормейстером в Дрездене. В Англии, где во времена раннего барокко как раз происходили коренные изменения в государственном и общественном строе, музыку нового направления и стиля развивал придворный композитор Карла I Уильям Лоуз, до конца сохранивший верность трону и погибший в одном из сражений с солдатами Кромвеля.

### Музыка зрелого барокко (1654—1707)
Период централизации верховной власти в Европе часто называют абсолютизмом. Абсолютизм достиг своего апогея при французском короле Людовике XIV. Для всей Европы двор Людовика был образцом для подражания, в том числе и музыка, исполнявшаяся при дворе. Возросшая доступность музыкальных инструментов (особенно это относилось к клавишным) дала толчок к развитию камерной музыки.
Позднее барокко отличается от раннего повсеместным распространением нового стиля и усилившимся разделением музыкальных форм, особенно в опере. Как и в литературе, появившаяся возможность потоковой печати музыкальных произведений привела к расширению аудитории; усилился обмен между центрами музыкальной культуры.
В теории музыки зрелое барокко определяется фокусированием композиторов на гармонии и на попытках создать стройные системы музыкального обучения. В последующие годы это привело к появлению множества теоретических трудов. Замечательным образцом подобной деятельности может служить работа периода позднего барокко — «Gradus ad Parnassum» (рус. Ступени к Парнасу), опубликованная в 1725 году Иоганном Йозефом Фуксом (1660—1741), австрийским теоретиком и композитором. Это сочинение, систематизировавшее теорию контрапункта, практически до конца XIX века было важнейшим пособием для изучения контрапункта.

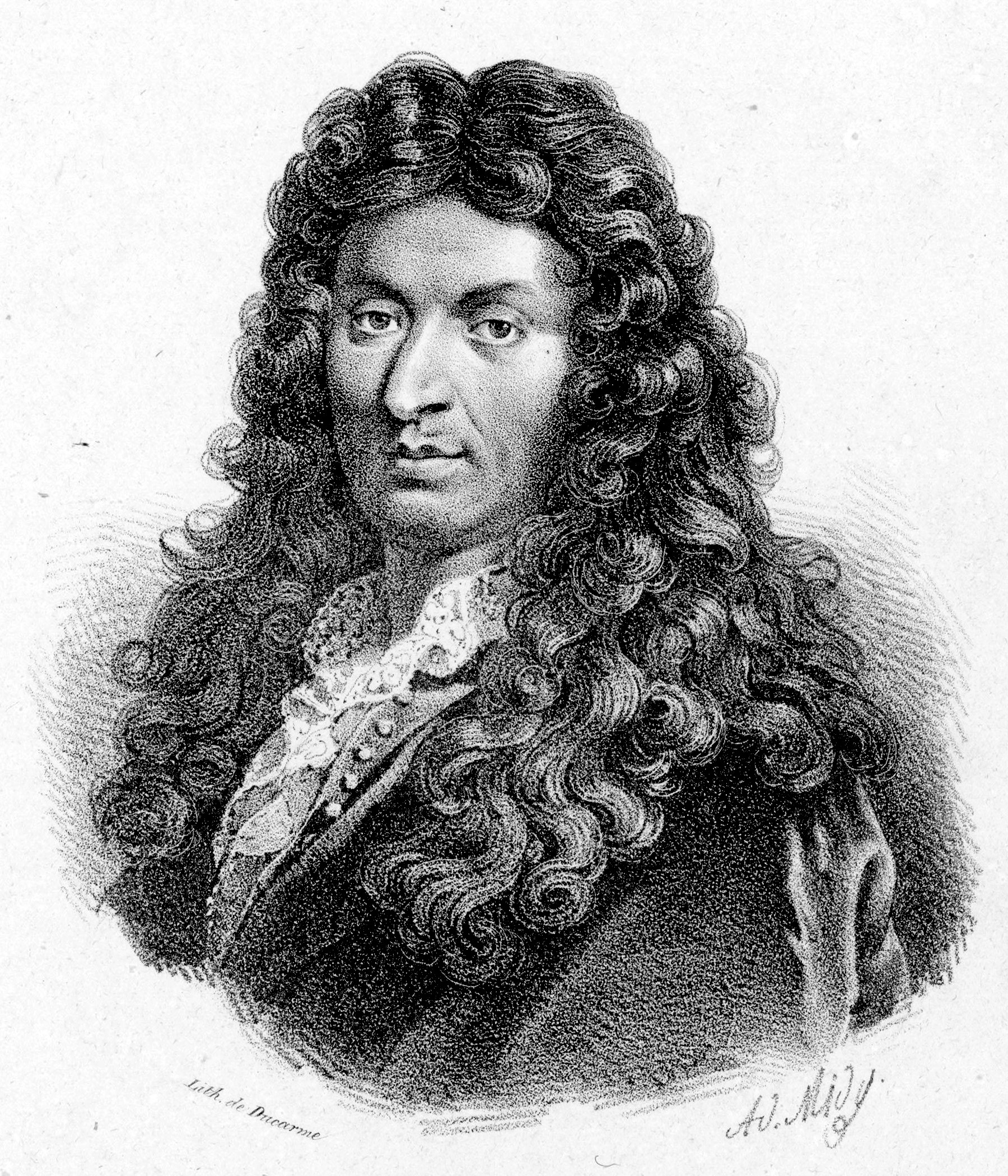
Жан-Батист Люлли

Выдающимся представителем придворных композиторов двора Людовика XIV был Джованни Баттиста Люлли (1632—1687). Уже в 21 год он получил звание «придворного композитора инструментальной музыки». Творческая работа Люлли с самого начала была крепко связана с театром. Вслед за организацией придворной камерной музыки и сочинением «airs de cour» он начал писать балетную музыку. Сам Людовик XIV танцевал в балетах, которые были тогда излюбленным развлечением придворной знати. Люлли был превосходным танцором. Ему доводилось участвовать в постановках, танцуя вместе с королём. Он известен своей совместной работой с Мольером, на пьесы которого он писал музыку. Но главным в творчестве Люлли было всё же написание опер. Удивительно, но Люлли создал законченный тип французской оперы; так называемой во Франции лирической трагедии (фр. tragedie lyrique), и достиг несомненной творческой зрелости в первые же годы своей работы в оперном театре. Люлли часто использовал контраст между величественным звучанием оркестровой секции и простыми речитативами и ариями. Музыкальный язык Люлли не очень сложен, но, безусловно, нов: ясность гармонии, ритмическая энергия, чёткость членения формы, чистота фактуры говорят о победе принципов гомофонного мышления. В немалой степени успеху Люлли способствовали также его умение подбирать музыкантов в оркестр и его работа с ними (он сам проводил репетиции). Неотъемлемым элементом его работы было внимание к гармонии и солирующему инструменту.

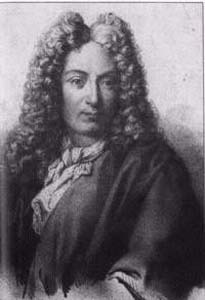
Арканджело Корелли

Композитор и скрипач Арканджело Корелли (1653—1713) известен своей работой над развитием жанра кончерто гроссо. Корелли был одним из первых композиторов, чьи произведения публиковались и исполнялись по всей Европе. Как и оперные сочинения Люлли, жанр кончерто гроссо построен на сильных контрастах; инструменты делятся на участвующие в звучании полного оркестра и на меньшую солирующую группу. Музыка построена на резких переходах от громко звучащих частей к тихим, быстрые пассажи противопоставлены медленным. Среди его последователей был Антонио Вивальди, позднее сочинивший сотни работ, построенных на излюбленных формах Корелли: трио-сонатах и концертах. Видным представителем итальянской скрипичной школы, работавшим в Англии, был Маттейс Никола. С его именем связано утверждение итальянского стиля в английской музыке для струнных инструментов.

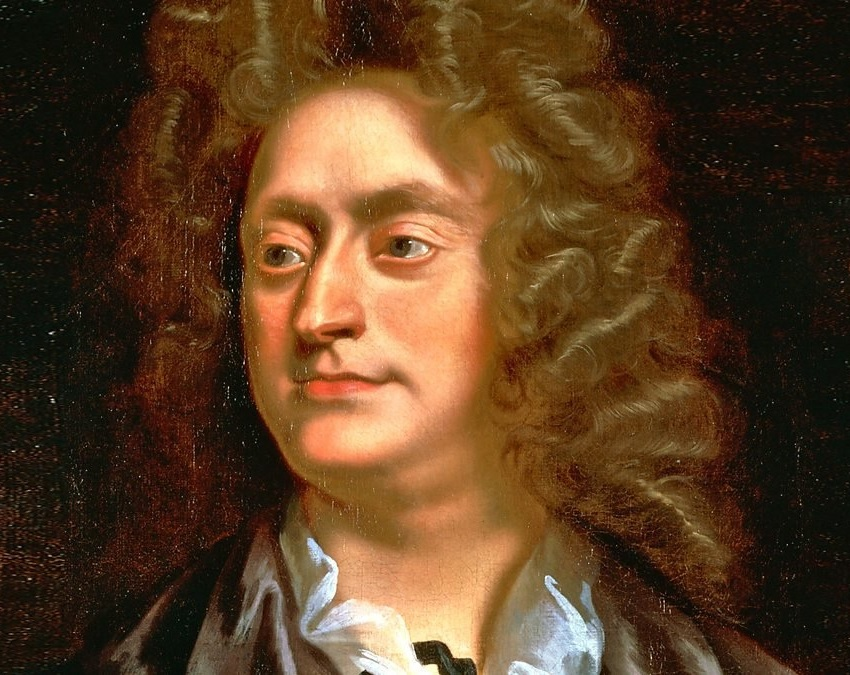
Генри Пёрселл

В Англии зрелое барокко отмечено ярким гением Генри Пёрселла (1659—1695). Он умер молодым, в возрасте 36 лет, написав большое количество произведений и став широко известным ещё при жизни. Пёрселл был знаком с творчеством Корелли и других итальянских барочных композиторов. Однако его покровители и заказчики были людьми другого сорта, чем итальянская и французская светская и церковная знать, поэтому сочинения Пёрселла сильно отличаются от итальянской школы. Пёрселл работал в широком спектре жанров; от простых религиозных гимнов до маршевой музыки, от вокальных сочинений большого формата до постановочной музыки. Его каталог насчитывает более 800 работ. Пёрселл стал одним из первых композиторов клавишной музыки, влияние которых распространяется и на современность. Одарённым и известным в своё время был и его брат Даниель Пёрселл (1664—1717 годы).
В отличие от вышеперечисленных композиторов Дитрих Букстехуде (1637—1707) не был придворным композитором. Букстехуде работал органистом, сначала в Хельсингборге (1657—1658), затем в Эльсиноре (1660—1668), а затем, начиная с 1668 года, в церкви св. Марии в Любеке. Он зарабатывал не публикацией своих произведений, а их исполнением, и патронажу знати предпочитал сочинение музыки на церковные тексты и исполнение собственных органных работ. К сожалению, сохранились далеко не все произведения этого композитора. Музыка Букстехуде во многом построена на масштабности замыслов, богатстве и свободе фантазии, склонности к патетике, драматизму, несколько ораторской интонации. Его творчество оказало сильное влияние на таких композиторов, как И. С. Бах и Телеман.
Крупным композитором Нидерландов этого времени был Сибранд ван Ноорд (Младший), получивший известность своими инструментальными произведениями.

### Музыка позднего барокко (1707—1760)
Точная грань между зрелым и поздним барокко является предметом обсуждения; она лежит где-то между 1680 и 1720. В немалой степени сложности её определения служит тот факт, что в разных странах стили сменялись несинхронно; новшества, уже принятые за правило в одном месте, в другом являлись свежими находками. Италия, благодаря Арканджело Корелли и его ученикам Франческо Джеминиани и Пьетро Локателли становится первой страной, в которой барокко переходит из зрелого в поздний период. Важной вехой можно считать практически абсолютное главенство тональности как структуризирующего принципа сочинения музыки. Это особенно заметно в теоретических работах Жана Филиппа Рамо, который занял место Люлли как главного французского композитора. В то же время, с появлением работ Фукса, полифония ренессанса дала базис для изучения контрапункта. Комбинация модального контрапункта с тональной логикой каденций создала ощущение, что в музыке присутствуют два сочинительских стиля — гомофонический и полифонический, с приёмами имитации и контрапунктом.
Формы, открытые предыдущим периодом, достигли зрелости и большой вариативности; концерт, сюита, соната, кончерто гроссо, оратория, опера и балет уже не имели резко выраженных национальных особенностей. Повсеместно устоялись общепринятые схемы произведений: повторяющаяся двухчастная форма (AABB), простая трёхчастная форма (ABC) и рондо.
Антонио Вивальди (1678—1741) — итальянский композитор, родился в Венеции. В 1703 году принял сан католического священника. Первого декабря того же года он становится maestro di violino в венецианском сиротском приюте «Pio Ospedale della Pieta» для девочек. Известность Вивальди принесли не концертные выступления или связи при дворе, но публикации его работ, включавшие его трио-сонаты, скрипичные сонаты и концерты. Они были опубликованы в Амстердаме и широко разошлись по Европе. Именно в эти, в то время всё ещё развивающиеся инструментальные жанры (барочная соната и барочный концерт), Вивальди и внёс свой самый значительный вклад. Для музыки Вивальди характерны определённые приёмы: трёхчастная циклическая форма для кончерто гроссо и использование ритурнели в быстрых частях. Вивальди сочинил более 500 концертов. Он также давал программные названия некоторым своим работам, таким как знаменитые «Времена года». Карьера Вивальди показывает возросшую возможность для композитора существовать независимо: на доходы от концертной деятельности и публикации своих сочинений.
Доменико Скарлатти (1685—1757) был одним из ведущих клавишных композиторов и исполнителей своего времени. Он начал свою карьеру как придворный композитор; вначале в Португалии, а с 1733 года в Мадриде, где он и провёл остаток жизни. Его отец Алессандро Скарлатти считается основателем неаполитанской оперной школы. Доменико тоже сочинял оперы и церковную музыку, но известность (уже после его смерти) ему обеспечили его произведения для клавишных. Часть этих произведений он написал для собственного удовольствия, часть — для своих знатных заказчиков.
Но, возможно, самым знаменитым придворным композитором стал Георг Фридрих Гендель (1685—1759). Он родился в Германии, три года учился в Италии, но в 1711 году уехал в Лондон, где и начал свою блистательную и коммерчески успешную карьеру независимого оперного композитора, выполняющего заказы для знати. Обладающий неутомимой энергией, Гендель перерабатывал материал других композиторов и постоянно переделывал свои собственные сочинения. Например, он известен тем, что переработал знаменитую ораторию «Мессия» столько раз, что сейчас не существует версии, которую можно назвать аутентичной. Несмотря на то, что его финансовое состояние то улучшалось, то приходило в упадок, известность Генделя, основанная на опубликованных произведениях для клавишных, церемониальной музыке, операх, кончерто гроссо и ораториях всё возрастала. Уже после смерти он был признан ведущим европейским композитором и изучался музыкантами эпохи классицизма. Гендель смешал в своей музыке богатые традиции импровизации и контрапункта. Искусство музыкальных украшений достигло в его произведениях очень высокого уровня развития. Он путешествовал по всей Европе, чтобы обучаться музыке других композиторов, в связи с чем имел очень широкий круг знакомств среди композиторов других стилей.
Среди композиторов Франции выделяется Оттетер, автор знаменитого трактата об игре на флейте (1707), трактата об импровизации (1719) и руководства игры на мюзетте (1737), превосходный флейтист. Самые известные сочинения Оттетера — сюиты для флейты и баса, пьесы для соло флейты и двух флейт, трио-сонаты.
В 1802 году Иоганн Николай Форкель издал первую наиболее полную биографию Иоганна Себастьяна Баха. В 1829 Феликс Мендельсон исполнил в Берлине баховские «Страсти по Матфею». Успех этого концерта стал причиной появления громадного интереса к музыке Баха в Германии, а затем и во всей Европе.
Иоганн Себастьян Бах родился 21 марта 1685 года в городе Эйзенах, Германия. За свою жизнь он сочинил более 1000 произведений в различных жанрах, кроме оперы. Но при жизни он не добился какого-либо значимого успеха. Много раз переезжая, Бах сменял одну не слишком высокую должность за другой: в Веймаре он был придворным музыкантом у Веймарского герцога Иоганна Эрнста, затем стал смотрителем органа в церкви св. Бонифация в Арнштадте, через несколько лет принял должность органиста в церкви св. Власия в Мюльхаузене, где проработал всего лишь около года, после чего вернулся в Веймар, где занял место придворного органиста и устроителя концертов. На этой должности он задержался на девять лет. В 1717 году Леопольд, князь Ангальт-Кётенский, нанял Баха на должность капельмейстера, и Бах стал жить и работать в Кётене. В 1723 году он переехал в Лейпциг, где и остался до своей смерти в 1750 году. В последние годы жизни и после смерти Баха его известность как композитора стала уменьшаться: его стиль считали старомодным по сравнению с расцветающим классицизмом. Его больше знали и помнили как исполнителя, педагога и отца Бахов-младших, в первую очередь Карла Филиппа Эммануила, музыка которого была известнее.
Лишь исполнение «Страстей по Матфею» Мендельсоном, через 79 лет после смерти И. С. Баха, воскресило интерес к его творчеству. Сейчас И. С. Бах является одним из самых популярных композиторов всех времён (например, в голосовании «Лучший композитор тысячелетия», проведённом на Cultureciosque.com Бах занял первое место).
Другие ведущие композиторы позднего барокко: Георг Филипп Телеман (1681—1767), Жан Филипп Рамо (1683—1764), Жоссе Бутми (1697—1779).

### Влияние барокко на более позднюю музыку

#### Переход в эру классицизма (1740—1780)
Переходная фаза между поздним барокко и ранним классицизмом, наполненная противоречивыми идеями и попытками объединить разные взгляды на мир, имеет несколько названий. Её называют «галантным стилем», «Рококо», «Предклассическим периодом» или «Раннеклассическим периодом». В эти несколько десятилетий композиторы, продолжающие работать в стиле барокко, всё ещё оставались успешными, но уже принадлежали скорее не к настоящему, а к прошлому. Музыка оказалась на распутье: мастера старого стиля владели великолепной техникой, а публика уже хотела нового. Воспользовавшись этим желанием, достиг известности Карл Филипп Эммануил Бах: он отлично владел старым стилем, но много работал над тем, чтобы обновить его. Его клавирные сонаты замечательны свободой в строении, смелой работой над структурой произведения.
В этот переходный момент увеличилось различие между духовной и светской музыкой. Духовные сочинения оставались преимущественно в рамках барокко, в то время как мирская музыка тяготела к новому стилю.
Особенно в католических странах центральной Европы, барочный стиль присутствовал в духовной музыке до конца XVIII века, так же как в своё время stile antico эпохи возрождения сохранялся до первой половины XVII века. Мессы и оратории Гайдна и Моцарта, классические по своей оркестровке и орнаментации, содержали в себе множество барочных приёмов в своей контрапунктной и гармонической структурах. Упадок барокко сопровождался длительным периодом совместного существования старой и новой техник. Во многих городах Германии барочная практика исполнения сохранилась до 1790-х годов, например, в Лейпциге, где в конце своей жизни работал И. С. Бах.
В Англии устойчивая популярность Генделя обеспечила успех менее известным композиторам, сочинявшим в уже уходящем барочном стиле: Чарльзу Ависону (англ. Charles Avison), Уильяму Бойсу (англ. William Boyce) и Томасу Августину Арну (англ. Thomas Augustine Arne ). В континентальной Европе этот стиль уже стал считаться старомодным; владение им требовалось лишь для сочинения духовной музыки и окончания появлявшихся тогда во множестве консерваторий.

#### Влияние техник и приёмов барокко после 1760 года
Так как многое в музыке барокко стало основой музыкального образования, влияние барочного стиля сохранилось и после ухода барокко как исполнительского и композиторского стиля. К примеру, несмотря на то, что практика генерал-баса вышла из употребления, она осталась частью музыкальной нотации. В XIX веке партитуры мастеров барокко печатались полными изданиями, что привело к возобновлению интереса к контрапункту «строгого письма» (к примеру, русский композитор С. И. Танеев уже в конце XIX века пишет теоретическую работу «Подвижной контрапункт строгого письма»).
XX век дал периоду барокко имя. Началось системное изучение музыки той эпохи. Барочные формы и стили повлияли на таких непохожих композиторов, как Арнольд Шёнберг, Макс Регер, Игорь Стравинский и Бела Барток. Начало XX века ознаменовалось возрождением интереса к композиторам зрелого барокко, таким как Генри Пёрселл и Антонио Вивальди.
Некоторое количество работ современных композиторов было опубликовано в качестве «утерянных, но вновь найденных» работ мастеров барокко. К примеру, концерт для виолы, сочинённый Анри Казадезюсом (фр. Henri-Gustav Casadesus), но приписываемый им Генделю. Или несколько произведений Фрица Крейслера (нем. Fritz Kreisler), приписанных им малоизвестным барочным композиторам Гаетано Пуньяни (итал. Gaetano Pugnani) и падре Мартини (итал. padre Martini). И в начале XXI века существуют композиторы, пишущие исключительно в барочном стиле, например, Джорджио Пакьони (итал. Giorgio Pacchioni ).
В XX веке множество работ было сочинено в стиле «необарокко», сфокусированном на имитации полифонии. Это произведения таких композиторов, как Джачинто Шельси, Пауль Хиндемит, Пол Крестон и Богуслав Мартину. Музыковеды предпринимают попытки дописать незавершённые работы композиторов эпохи барокко (наиболее известное из таких произведений — «Искусство фуги» И. С. Баха). Так как музыкальное барокко было приметой целой эпохи, то современные произведения, написанные «под барокко», часто появляются в целях использования на телевидении и в кино. К примеру, композитор Питер Шикеле пародирует классический и барочный стили под псевдонимом П. Д. К. Бах.
В конце XX века появилось исторически информированное исполнение (или «аутентичное исполнение», или «аутентизм»). Это стало попыткой детально воссоздать манеру исполнения музыкантов эпохи барокко. Сочинения Квантца и Леопольда Моцарта сформировали базис для изучения аспектов исполнения барочной музыки. Аутентичное исполнение подразумевало использование струн, сделанных из жил, а не из металла, реконструкцию клавесинов, использование старой манеры звукоизвлечения и забытых приёмов игры. Несколько популярных ансамблей использовали эти нововведения. Это Anonymous 4, Академия старинной музыки, бостонское Общество Гайдна и Генделя, Академия Святого Мартина в полях, ансамбль Вильяма Кристи «Les Arts Florissants», Le Poème Harmonique, Оркестр Екатерины Великой и другие.
На рубеже XX и XXI веков интерес к музыке барокко и, в первую очередь, к опере эпохи барокко возрос. Такие видные оперные исполнители, как Чечилия Бартоли включили в свой репертуар барочные произведения. Осуществляются постановки как в концертном, так и в классическом варианте. В России одними из первых, кто всерьёз занялся аутентичным исполнением и исследованием музыки барокко, были Марк Вайнрот, Феликс Равдоникас, Иван Розанов, Алексей Панов, Алексей Любимов, Анатолий Милка, « ансамбль Hortus musicus», ансамбль «Мадригал» и некоторые другие. Первым ансамблем, добившимся мировой известности, стала Musica Petropolitana. Позже появились оркестр Екатерины Великой и ансамбль Екатерины Великой Андрея Решетина, "Новая Голландия" (ансамбль), ансамбль старинной музыки Владимира Шуляковского и Григория Варшавского, оркестр Pratum Integrum, ансамбль The Pocket Symphony Назара Кожухаря и другие.

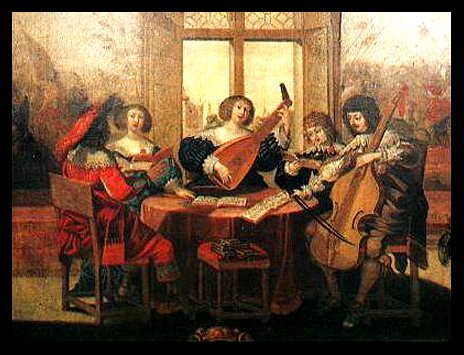
Музыканты, картина Абрахама Боссе 1635 года

#### Джаз
Музыка барокко и джаз имеют некоторые точки соприкосновения. Музыка барокко в основном написана для небольших ансамблей (в то время не существовало реальной возможности собрать оркестр из сотни музыкантов), напоминающих джазовый квартет. Также произведения барокко оставляют широкое поле для исполнительской импровизации. К примеру, множество барочных вокальных произведений содержит две вокальные части: первая часть пропевается/проигрывается так, как указанно композитором, а затем повторяется, но вокалист импровизационно украшает основную мелодию трелями, фиоритурами и другими украшениями. Однако, в отличие от джаза, изменения ритма и основной мелодии не происходит. Импровизация в барокко лишь дополняет, но ничего не изменяет.
В рамках стиля кул-джаз в 1950-е годы появилась тенденция проведения параллелей в джазовых композициях с музыкой эпохи барокко. Обнаружив общие гармонические и мелодические принципы в столь отдалённых музыкально и эстетически периодах, музыканты проявили интерес к инструментальной музыке И. С. Баха. Целый ряд музыкантов и ансамблей пошли по пути разработки этих идей. В их числе Дэйв Брубек, Билл Эванс, Джерри Маллиган, Жак Люсье, но в первую очередь это относится к «Модерн Джаз Квартету», возглавляемому пианистом Джоном Льюисом.

## Инструменты
Основным музыкальным инструментом барокко стал орган в духовной и камерной светской музыке. Также широкое распространение получили клавесин, щипковые и смычковые струнные (виолы, барочная гитара, барочная скрипка, виолончель, контрабас), а также деревянные духовые инструменты: различные флейты, кларнет, гобой, фагот. В эпоху барокко функции такого распространённого щипкового струнного инструмента, как лютня, были в значительной степени низведены до аккомпанемента бассо континуо, и постепенно она оказалась вытесненной в этой ипостасти клавишными инструментами. Колёсная лира, потерявшая в предыдущую эпоху ренессанса свою популярность и став инструментом нищих и бродяг, получила второе рождение; вплоть до конца XVIII века колёсная лира оставалась модной игрушкой французских аристократов, увлекавшихся сельским бытом.

## Список жанров музыки барокко
| - Концерт - Кончерто гроссо - Фуга - Сюита - Аллеманда - Куранта - Сарабанда - Жига - Гавот - Менуэт - Соната - Камерная соната Sonata da camera - Церковная соната Sonata da chiesa - Трио-соната - Классическая соната - Увертюра - Французская увертюра (фр. Ouverture) - Итальянская увертюра (итал. Sinfonia) - Партита - Канцона - Фантазия - Ричеркар - Токката - Прелюдия - Чакона - Пассакалия - Хоральная прелюдия | - Опера - Сарсуэла - Опера-буфф - Опера-балет - Маска - Оратория - Страсти - Кантата - Ария - Месса - Гимн - Мотет - Хорал |

## Музыка барокко в кино
Le pont des Arts / «Мост искусств» (Франция, 2004, реж. Эжен Грин).